# روبن داربینیان
روبن داربینیان (ارمنی: Ռուբեն Դարբինյան) زادنام آرتاشس استپانی چیلینگاریان (ارمنی: Արտաշես Ստեփանի Չիլինգարյան؛ ۱۸۸۳ – ۱۹۶۸) یک سیاست‌مدار اهل ارمنستان بود.

## زندگی‌نامه
وی در ۱۸۸۳ در آخالکالاکی به دنیا آمد و در ۱۹۶۸ در سن ۸۵ سالگی در بوستون درگذشت.